# ケーニグセグ・CC
ケーニグセグ・CCは、スウェーデンの自動車メーカーのケーニグセグが開発したケーニグセグ・CC8Sのプロトタイプである。

## 概要

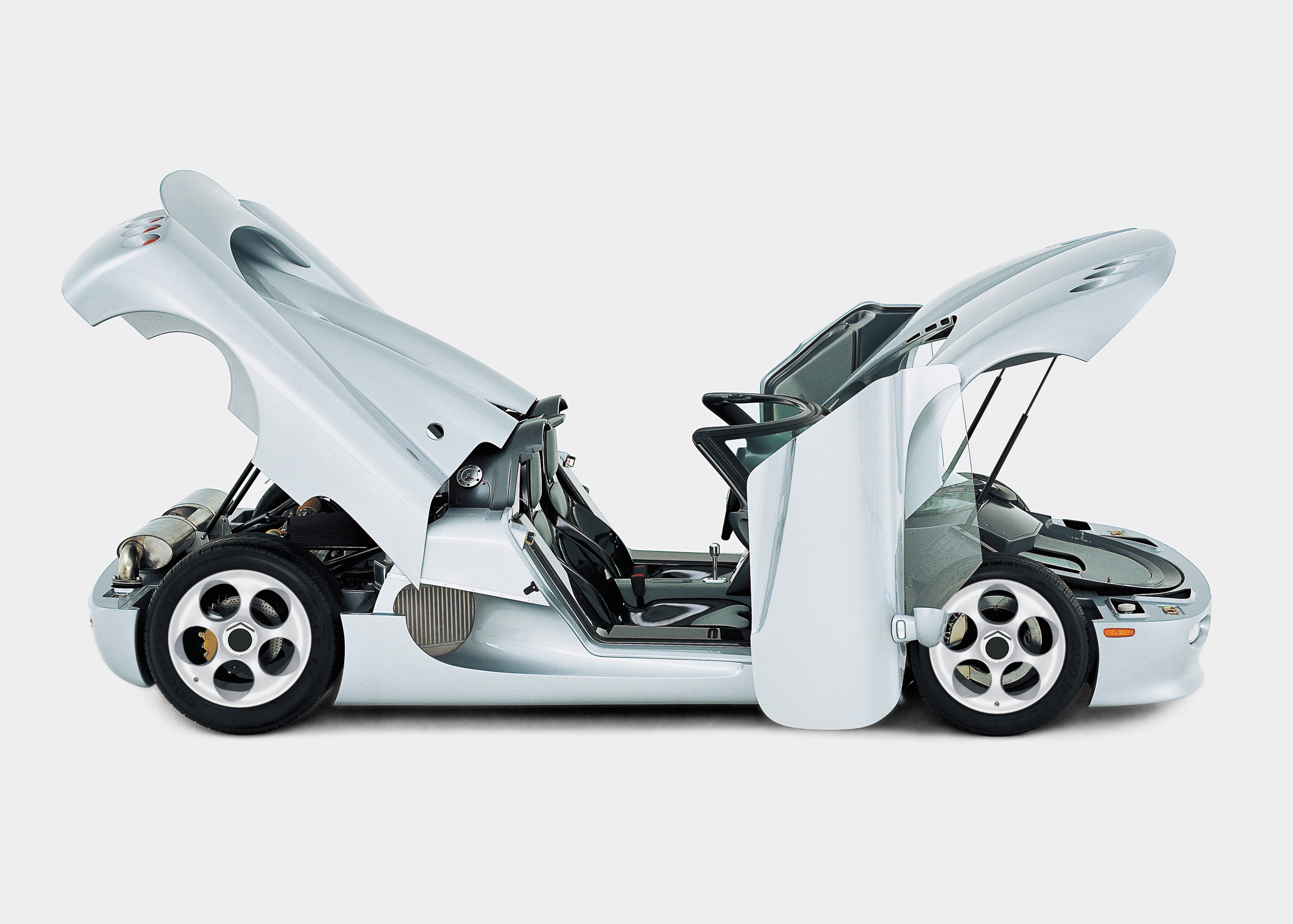
サイドビュー

1994年に創業したケーニグセグが初めて開発したモデルで、当時マクラーレン・F1が記録した時速386km/hを超えるために制作された。デザインはマクラーレン・F1やフェラーリ・F40に影響を受けている。
世界で初めてディへドラル・シンクロ・ヘリックス・アクチュエーション・ドア（ラプタードア）を採用したモデルで、現在に至るまでこのドアはケーニグセグのみが採用している。当初は車体がシルバーで塗装されていたが、ドアを取り付けた際に一度黒色に塗装され、最終的に現在のブラウンに塗装された。プロトタイプは3台制作され、うち一つはヨーロッパ仕様のプロトタイプ、うち一つはCC8Sの試作品だった。最初はアウディ製の4.2リッターV8エンジンを使用する予定だったが、設計者のクリスティアン・フォン・ケーニグセグがV8エンジンの標準出力を大幅に上回る改造をする意図が明らかになったため、契約が白紙になった。次のエンジン候補は、モトーリ・モデルニがスクーデリア・コローニ・フォーミュラワンチームのために開発した、水平対向12気筒エンジンで、このエンジンを使用して1990年のシーズンにスバルがレースに参戦した。これらのスバル1235エンジンはCCで使用するために、購入・改造が行われた。しかし、モトーリ・モデルニの創立者が亡くなり、会社が破産したため、この取引が実現することはなかった。最終的にフォード製の4.2リッターV型8気筒エンジンと6速MTが搭載された。

## 参照
- ケーニグセグ公式サイト (英語) -
- ケーニグセグ CCコンセプトについてとスペック (英語) -
- ケーニグセグの歴史 (英語) -
- クリスティアン・フォン・ケーニグセグへのインタビューとケーニグセグの発展の軌跡 (英語) -
- ケーニグセグのエンジンの歴史の動画 DRIVETRIVEチャンネルから投稿 (英語) -
- ケーニグセグ CCについて -
- ケーニグセグCEOの「自分仕様」のレゲーラとケーニグセグ CCプロトタイプを公開 -